# Hypsolebias ghisolfii
Hypsolebias ghisolfii, es una especie de pez actinopeterigio de agua dulce, de la familia de los rivulines.

## Morfología
Con el cuerpo muy colorido y una longitud máxima descrita de 7,3 cm. Sin espinas en las aletas, pedúnculo caudal de la hembra con manchas negras, aleta anal masculina con franja distal gris a negro, de color amarillo, aleta dorsal anteriormente rosa, amarillo posterior, la aleta caudal sub-tronco en el macho y redondeado en la hembra, radios filamentosos cortos en la punta de la aleta dorsal y anal en el macho.

## Distribución y hábitat
Se distribuye por ríos de América del Sur, por la cuenca fluvial del río São Francisco, en Brasil. Son peces de agua dulce tropical, de comportamiento bentopelágico